# نیکلاس سیلوستر
نیکلاس سیلوستر (به انگلیسی: Nikolas Sylvester؛ زاده ۲۰ ژانویه ۲۰۰۰) شناگر اهل سنت وینسنت و گرنادین‌ها است. او در رقابت ۵۰ متر آزاد مردان که در ۲۰۱۶ بازیهای المپیک تابستانی روی داد، با قرار گرفتن در رتبهٔ ۶۱ ام با زمان ۲۵٫۶۴ ثانیه، رکورد ملی کشورش را جابه‌جا کرد، ولی به مرحله نیمه نهایی نرسید. او همچنین در بازی‌های مشترک‌المنافع ۲۰۱۸، در پنج رویداد به رقابت پرداخت.